# George Mihail Zamfirescu
Pour les articles homonymes, voir Zamfirescu.
George Mihail Zamfirescu était un romancier et dramaturge roumain, père de la comédienne Raluca Zamfirescu (ro).

## Biographie

### Enfance et expérience de la guerre
Gheorghe Petre Mihai Zamfirescu, qui prit plus tard le nom de George Mihail Zamfirescu naquit le 13 octobre 1898, à Bucarest dans le faubourg Basarab, fils de Raluca et de Petre Mihai, voiturier.
Entre 1905 et 1916, il suivit une scolarité normale au lycée Cantemir Vodă, ou il écrivit des pièces historiques et à trame policière qu'il mettait en scène avec d'autres camarades.
En 1917, il s'inscrivit à l'école d'officiers de Botoșani et participa en qualité d'élève de cette école à la campagne militaire de 1918. De retour du front il fréquenta le cénacle Literatorul [Le littérateur] d'Alexandru Macedonski. En 1918, il fit ses débuts littéraires dans la revue du même cénacle avec des poésies qu'il signait "Gemi Zam".
En 1920 il fit partie des fondateurs de la Société des jeunes écrivains roumains, dont l'objectif était de promouvoir la dramaturgie autochtone. À la même époque, il s'établit comme fonctionnaire aux assurances sociales à Satu Mare, où il publia un recueil de récits sur la guerre, Flamura albă [L'oriflamme blanche]. Il collabora également aux revues Romania nouă [La nouvelle Roumanie] et Universul literar [L'univers littéraire].

### L'homme de théâtre
En 1925, de retour à Bucarest en qualité de bibliothécaire et de journaliste, il participa aux réunions du cénacle littéraire Sburătorul [Le sylphe].
En 1926, il publia son "acte fondateur provincial", la pièce Primăvara ce s-a dus [Le printemps qui s'en est allé] ainsi que des fragments de la future pièce Mademoiselle Nastasia dans Universul literar. Le recueil de prose courte Gazda cu ochii umezi [L'hôtesse aux yeux humides] parut la même année. En 1927 parut en intégralité sa pièce la plus connue, Domnișoara Nastasia [Mademoiselle Nastasia] dont l'action, simple, repose essentiellement sur un conflit entre deux personnages qui se déchirent à cause d'un amour non partagé.
En 1928 il s'établit en tant qu'homme de théâtre en devenant membre actif de la Société des auteurs dramatiques roumains et metteur en scène au Théâtre national de Cernăuți. Plus tard, en 1933, il fut nommé directeur au Théâtre national de Iași, où il mit en scène vingt-cinq pièces. En 1934, sa pièce Idolul și Ion Anapoda [L'idole et Ion Anapoda] connut les honneurs du Théâtre national de Bucarest.

### L'œuvre de romancier, en partie inachevée
Son premier roman, Madona cu trandafiri [La madone aux roses], parut en 1931. En 1933, la parution du roman Maidanul cu dragoste ouvrit l'ambitieux Cycle de la barrière. En 1936 sortit le deuxième roman de ce Cycle de la barrière, Sfânta mare neruşinare [La grande sainte sans gêne] et en 1939, le troisième, Cântecul destinelor [Le chant des destins].
La mort interrompit son élan créateur le 8 octobre 1942. En 1946 parut à titre posthume le roman inachevé, quatrième volume éponyme du cycle, Bariera [La barrière].

## La critique
De son vivant, George Mihail Zamfirescu obtint plusieurs prix littéraires : en 1931 le prix de la Société des écrivains roumains pour le roman Madona cu trandafiri [La madone aux roses], en 1932, le prix I.Al. Brătescu-Voinești. En 1939, il obtint également le prix du roi Carol II à titre posthume pour l'ensemble de son œuvre de romancier.
Basil Munteanu le mentionne en tant que "romancier le plus qualifié des zones suburbaines" et "dramaturge à succès". Il relève en particulier l'attachement de l'auteur à la ville de Bucarest, sa description selon lui de la misère des banlieues sous les déchets et les paysages marqués par la saleté, marquée par l'alcool et la sexualité, souvent à la limite du sensationnel et sa morale pessimiste.
Andreia Roman met l'accent essentiellement sur son œuvre théâtrale.
Quant à George Mihail Zamfirescu lui-même, il note : "Dans le roman Maidanul cu dragoste [Le terrain vague avec amour], je reviens cette fois-ci avec les moyens de l'analyste à la vie des faubourgs, pour m'attarder de manière insistante sur la promiscuité morale et physique des adolescents. C'est précisément dans cette atmosphère d'enfer humain que se révélèrent à moi quelques-uns des caractères dont le pittoresque est propre au faubourg bucarestois."

## Liste des principales œuvres
• Flamura albă [L'oriflamme blanche], écrits de guerre, Satu Mare, 1924
• Cuminecătura. Episod dramatic [La communion. Épisode dramatique], théâtre, Craiova, 1925
• Gazda cu ochii umezi [L'hôtesse aux yeux humides], nouvelles, Bucarest, 1926
• Domnişoara Nastasia [Mademoiselle Nastasia], théâtre, Bucarest, 1927
• Madona cu trandafiri [La madone aux roses], roman, Bucarest, 1931
• Maidanul cu dragoste [Le terrain vague avec amour], roman, Bucarest, 1933
• Idolul şi Ion Anapoda [L'idole et Ion Anapoda], théâtre, Bucarest, 1935
• Sfânta mare neruşinare [La grande sainte sans gêne], roman, Bucarest, 1936
• Mărturii în contemporaneitate [Témoignages d'actualité], recueil d'articles sur le théâtre, Bucarest, 1938
• Cântecul destinelor [Le chant des destins], roman, Bucarest, 1939
• Miss [Miss] , nouvelles, Bucarest, 1942
• Bariera [La barrière], roman, Bucarest, 1946, posthume